# 格蕾丝·波因

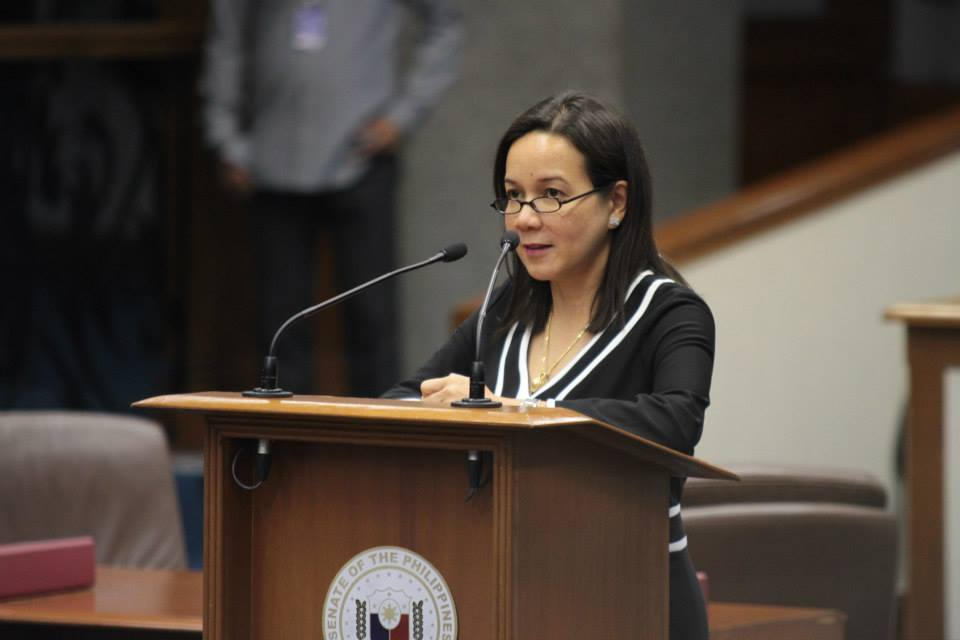
格蕾丝·波因

格蕾丝·波因（Grace Poe，1968年9月3日—），菲律賓華文報刊譯為格丽丝·傅，菲律宾政治家，现任參議員，是2016年菲律賓總統選舉的總統候選人。 

## 早年生活
格蕾丝·波因出生時是一名被拋棄在菲律賓伊洛伊洛市一間教堂門口的棄嬰，後由菲律賓電影明星费尔南多·波因夫婦收養。
格蕾丝·波因曾就讀菲律賓馬尼拉大學，後轉學到美國波士頓學院，獲政治學學位。1991年和Teodoro Misael "Neil" Llamanzares結婚，定居美國維吉尼亞州費爾法克斯，並於2001年取得美國國籍。兩人育有一子二女。

## 從政
2004年其養父费尔南多·波因參選菲律賓總統，格蕾絲返國協助。費爾南多落選後，於該年12月逝世。格蕾絲於次年返回菲律賓定居，2006年申請恢復菲律賓國籍。
2010年菲律賓總統貝尼格諾·阿基諾三世任命格蕾絲為菲律賓影視檢閱分級委員會主席，任職兩年。其間她推動了新的影視分級制度。
2013年格蕾絲·波因以全國最高票當選為菲律賓參議員。
2015年9月16日格蕾絲·波因宣布參選菲律賓總統。她的民調一度領先，但最終僅獲9,100,991票，得票比例21.39%，排名第三落敗。
2019年格蕾絲·波因連任參議員。